# Водовід

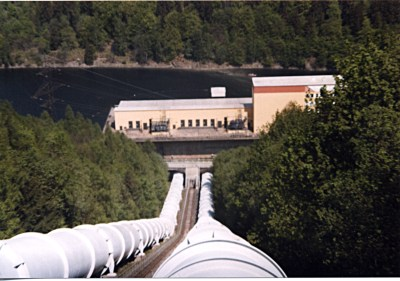
Дериваційний водовід

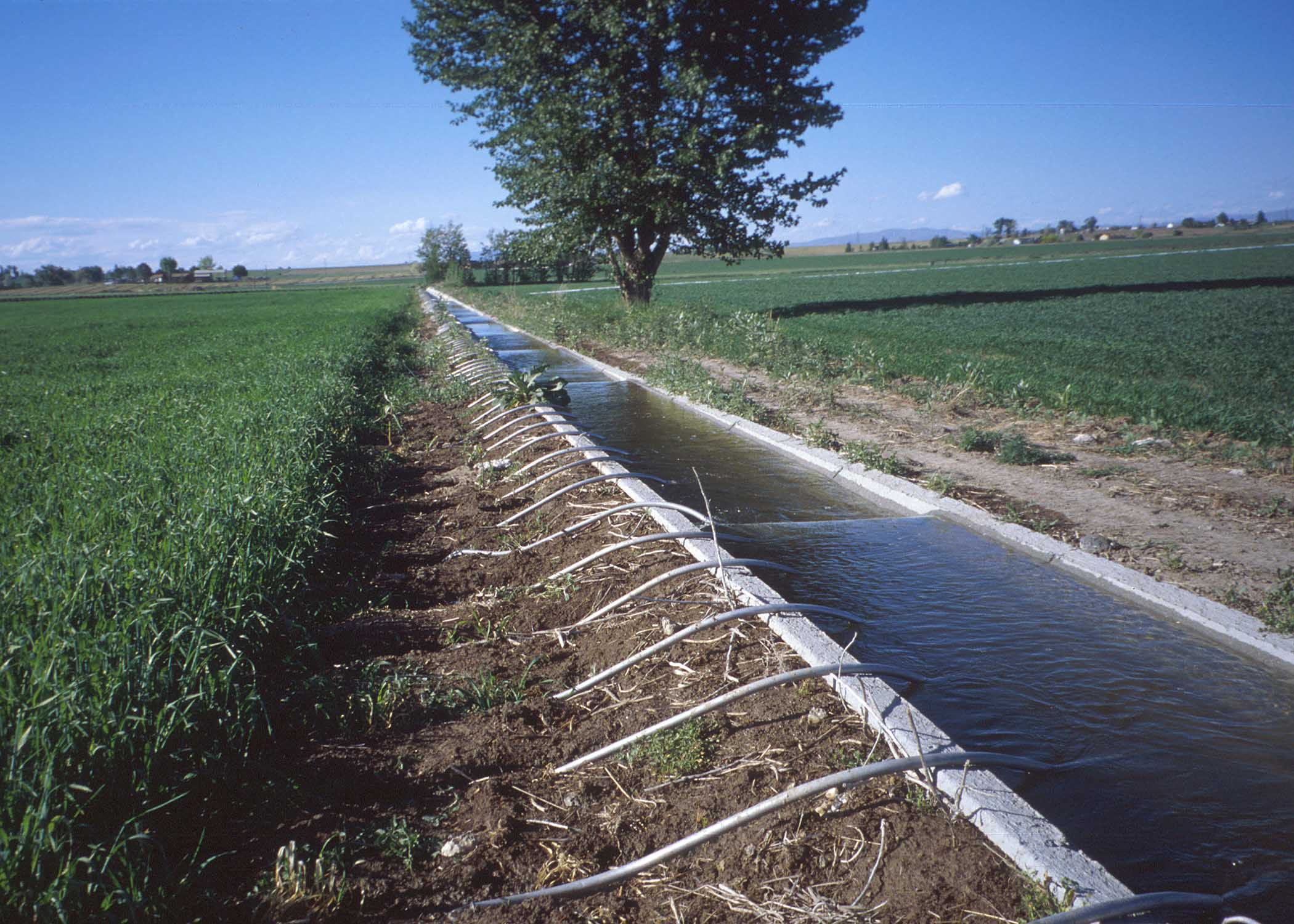
Зрошувальний водовід

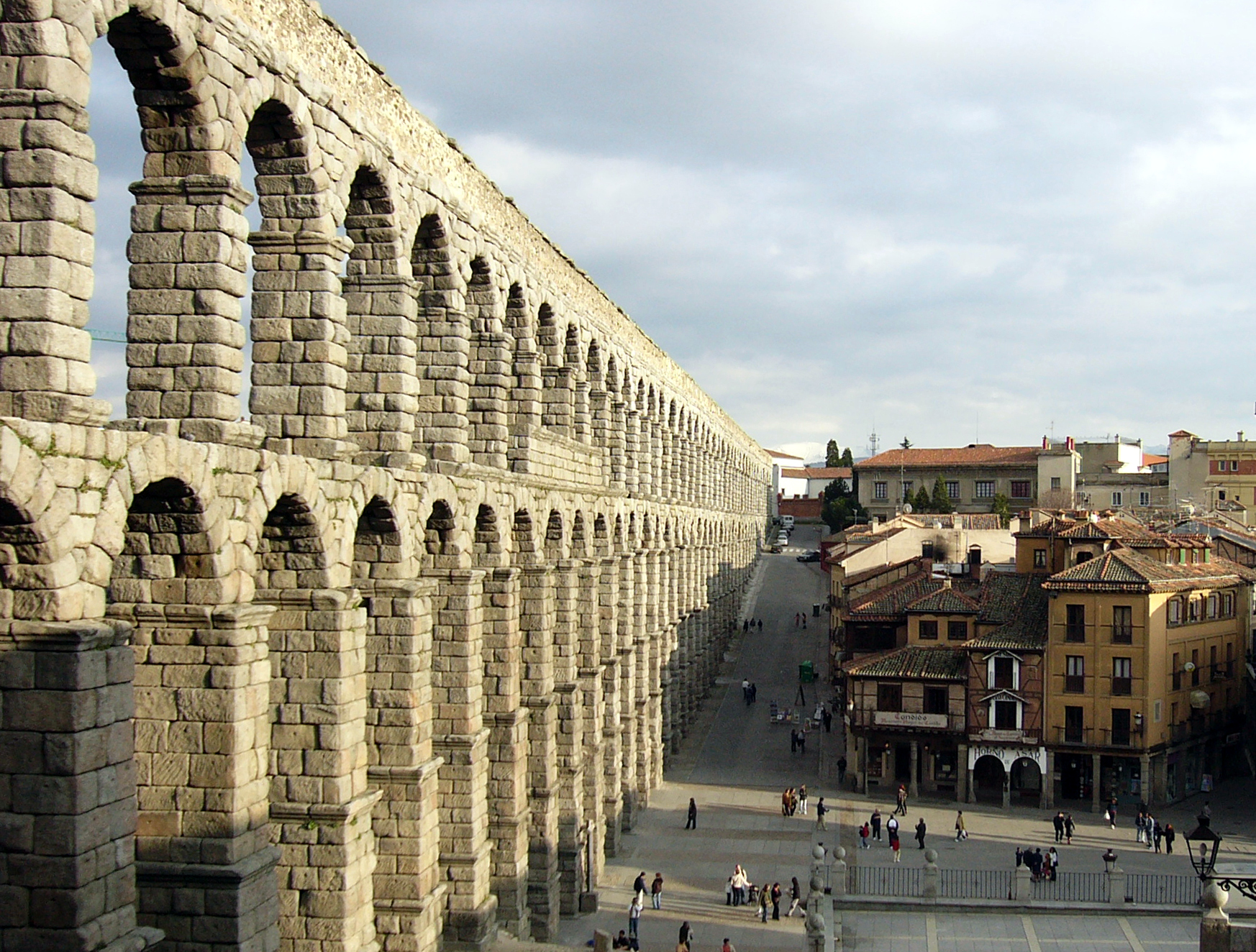
Акведук в Сеговії

Водові́д (англ. water conduit) — гідротехнічна споруда для підведення чи відведення води в заданому напрямку.
Переважно водоводами переміщують воду від місця її забору до місць споживання. У цьому випадку водовід бере свій початок з річки, озера, водосховища чи іншої водойми.

## Класифікація
Розрізняють:
- зрошувальні водоводи;
- водоводи систем водопостачання;
- енергетичні водоводи — турбінні (англ. pentstock; подають воду на робочі колеса турбіни) і дериваційні (англ. diversion canal; використовуються у дериваційних гідроелектростанціях), якими вода надходить до гідроелектростанцій.

За місцем прокладання водоводи бувають наземні (канали, лотки, акведуки) і підземні (трубопроводи, гідротехнічні тунелі). Рух води водоводами, виконаними з труб, може здійснюватися під напором, що створюється греблями, насосами (нагнітальні водоводи) або самопливом, з використанням різниці відміток місцевості (самопливні або гравітаційні водоводи).
За гідравлічним режимом роботи водоводи бувають: напірні, що працюють повним перетином, та безнапірні, у яких лише частина перетину заповнена водою.

## Конструктивні особливості
Водоводи улаштовують у вигляді штучних русел замкнутого поперечного перетину (трубопроводи і тунелі, прокладені в товщі земної кори) або незамкнутого перетину (канали і лотки, розташовувані на поверхні землі у виїмках, насипах або на опорах-естакадах).
Основна характеристика водоводу — максимальна пропускна спроможність, або витрата води визначає при проектуванні розміри його поперечного перетину.
Водоводи споруджують із ґрунту (переважно зрошувальні), каменю, сталі, залізобетону, азбестоцементу, деревини тощо.